# Ориндж Коув
Ориндж Коув (на английски: Orange Cove) е град в окръг Фресно, щата Калифорния, САЩ. Ориндж Коув е с население от 9604 жители (по приблизителна оценка от 2017 г.) и обща площ от 32,7 km². Намира се на 151 m надморска височина. ЗИП кодовете му са 94563, а телефонният му код е 925.